# Wilhelm von Hamm
Wilhelm von Hamm, född 5 juli 1820 i Darmstadt, död 8 november 1880 i Wien, var en tysk-österrikisk agronom.
Hamm blev 1844 direktör för lantbruksskolan Rüti vid Bern och flyttade 1846 till Leipzig, som redaktör för "Agronomische Zeitung", vilken han utgav till 1868, och grundlade 1851 vid Leipzig den första tyska fabriken för lantbruksredskap. År 1867 utnämndes han till chef för jordbruksdepartementet i österrikiska handelsministeriet och adlades 1870. Han var i många avseenden en föregångare på det praktiska lantbrukets område och utövade en betydande författarverksamhet inom agronomins och industrins områden.